# Casiornis fuscus
Casiornis fuscus là một loài chim trong họ Tyrannidae.